# Niepołomice

Niepołomices vapen.

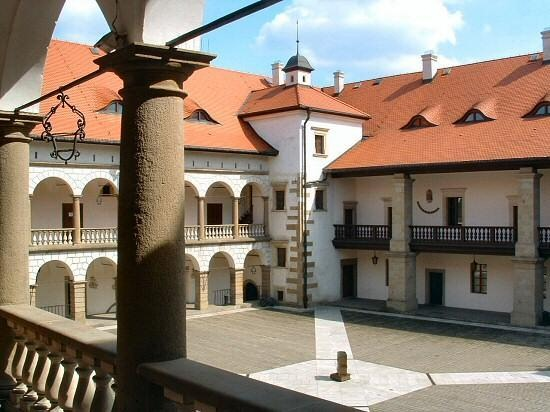
Vy från Niepołomices slott.

Niepołomice är en stad i Lillpolens vojvodskap i södra Polen. Niepołomice hade 8 537 invånare år 2006. I Niepołomice finns ett slott med anor från 1300-talet.
Nära Niepołomice ligger Niepołomiceskogen (polska: Puszcza Niepołomicka) i västra delen av Sandomierzdalgången. Den består av sex naturreservat på drygt 94 hektar, vilka tillsammans tidigare utgjorde en enda urskog. Niepołomiceskogen ligger mellan floderna Vistula och Raba.

## Avelscentrum för visenter
Några kilometer utanför Niepołomice finns ett av Polens största och äldsta avelscentra för visenter, grundat 1936. Niepołomice hade till och med 2010 fött upp 255 visenter. Den första importen därifrån skedde med tjuren Pulik till Skansen och Julita gård 1957. Till Avesta visentpark komPudam 1969, som stått modell för Lars Anderssons skulptur Visenten i Avesta, samt Puchrek 1974.

## Bildgalleri

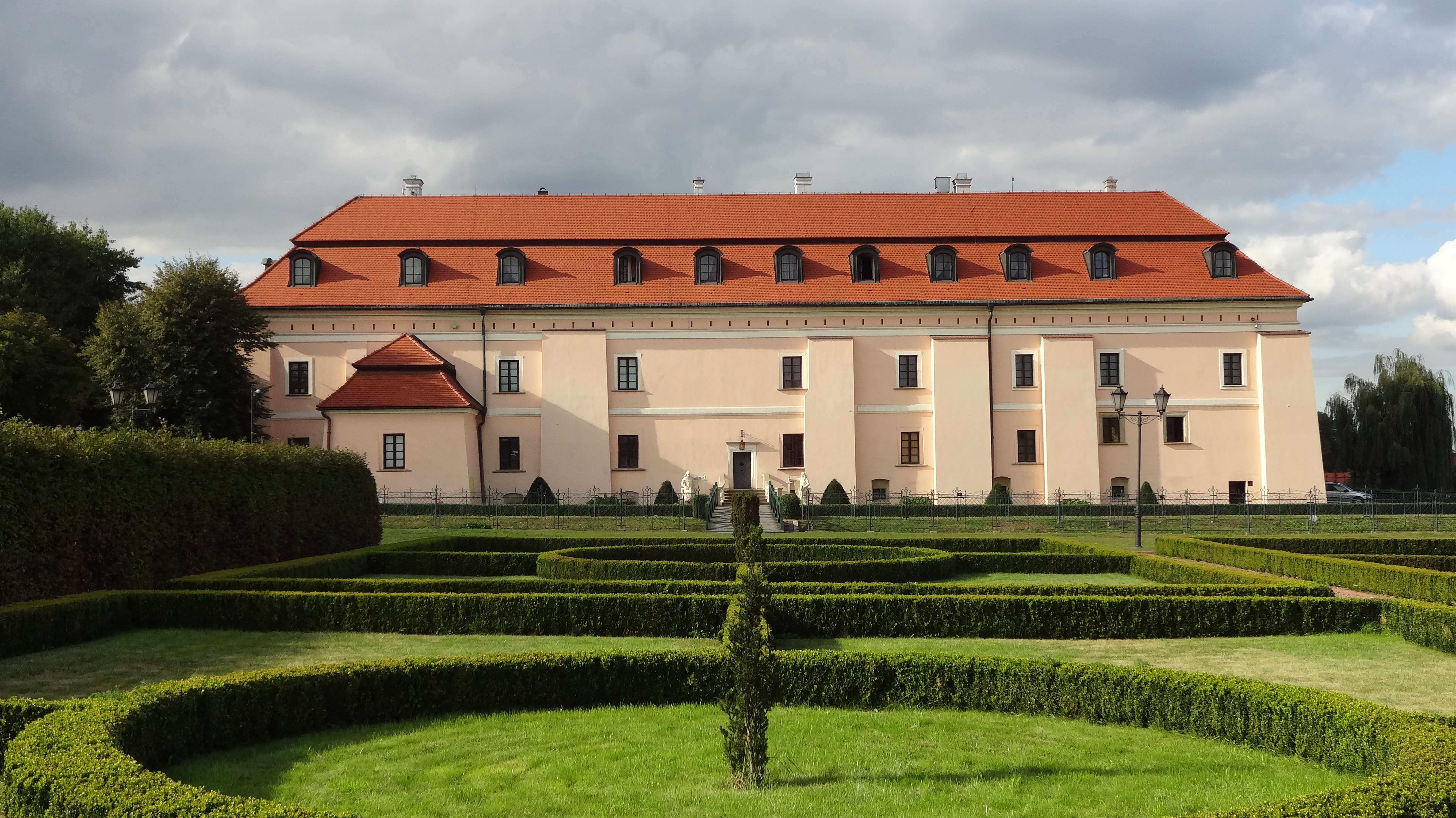
Kungliga slottet med barockträdgård
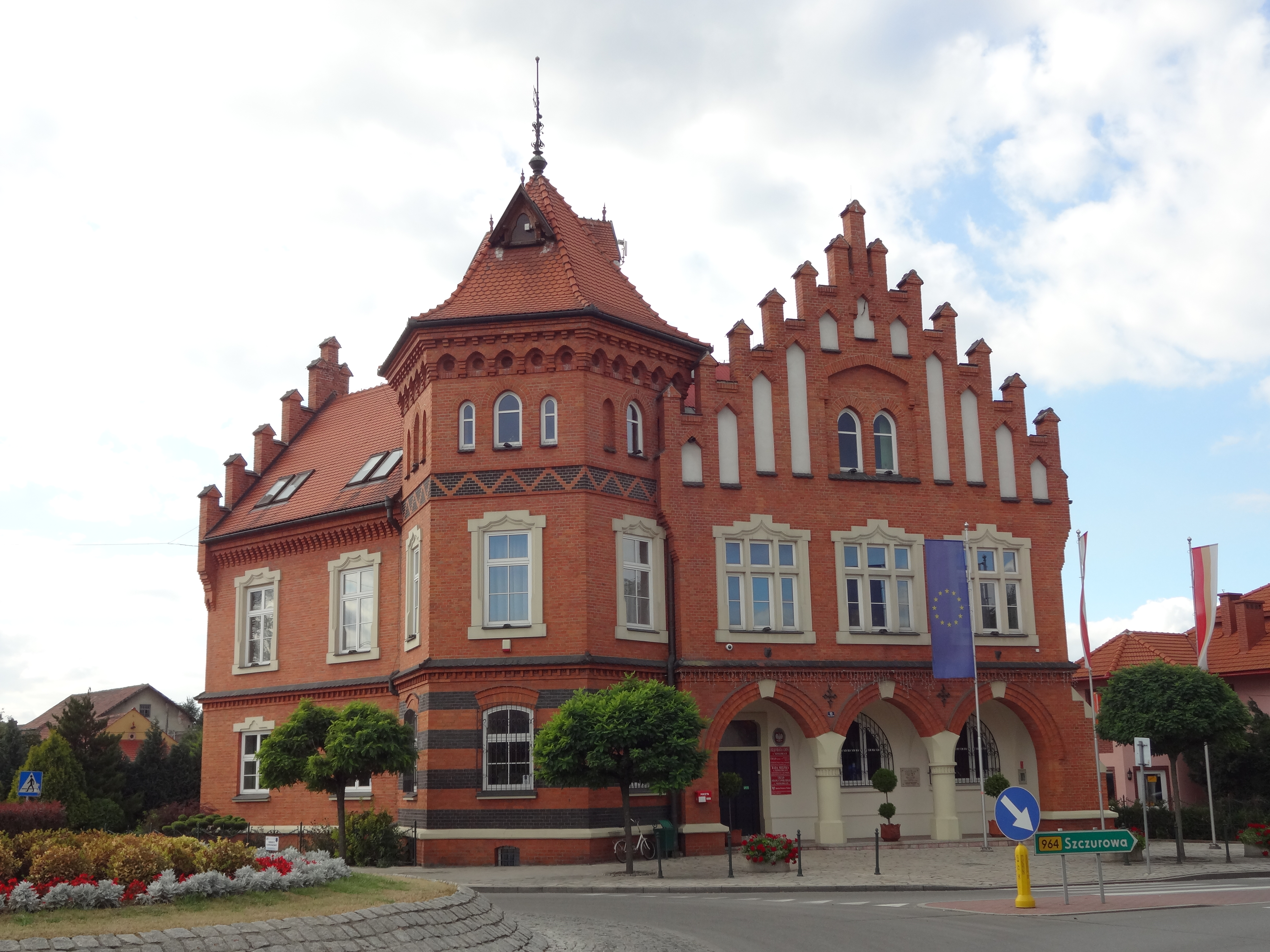
Rådhuset
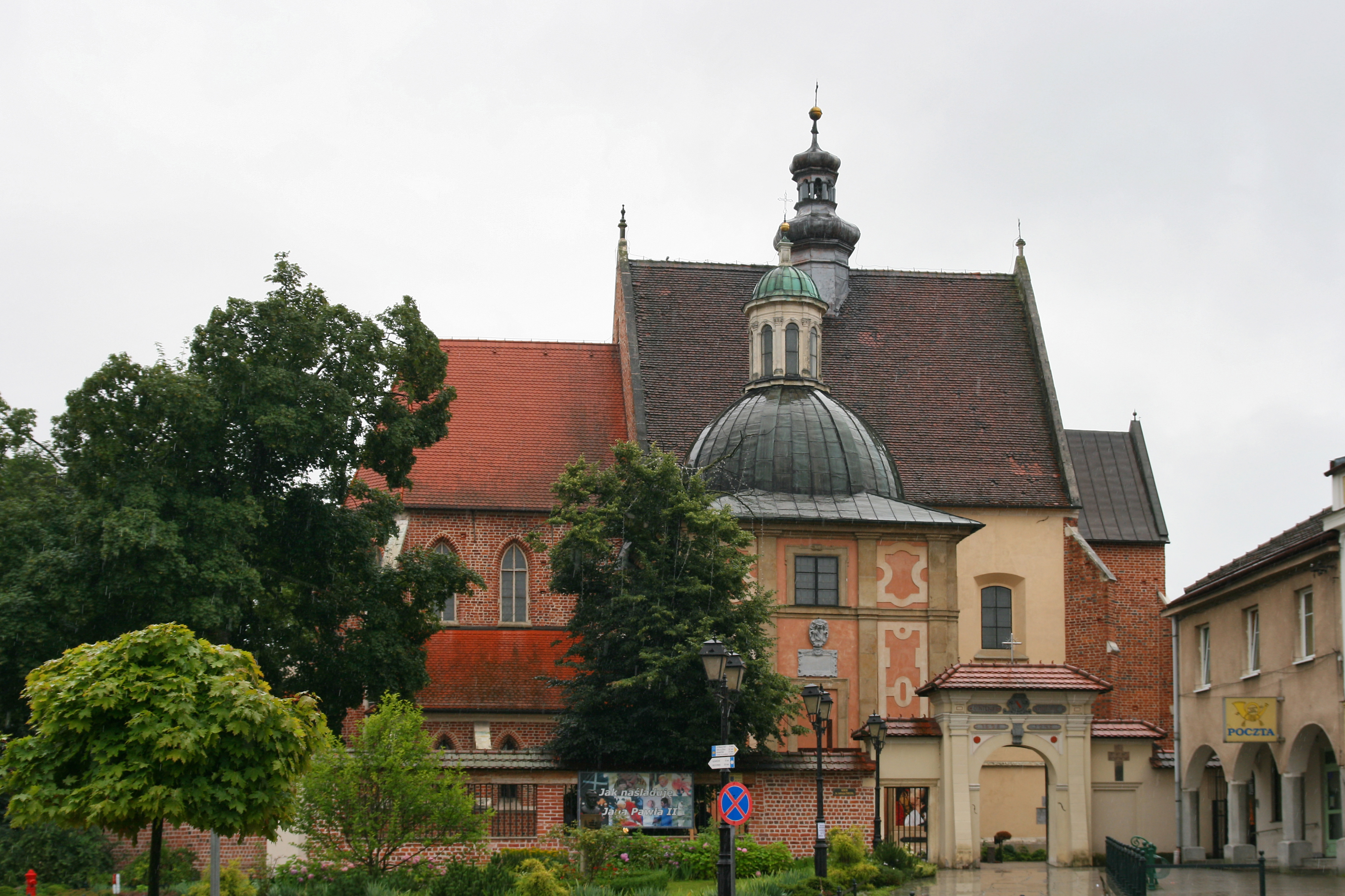
Församlingskyrkan
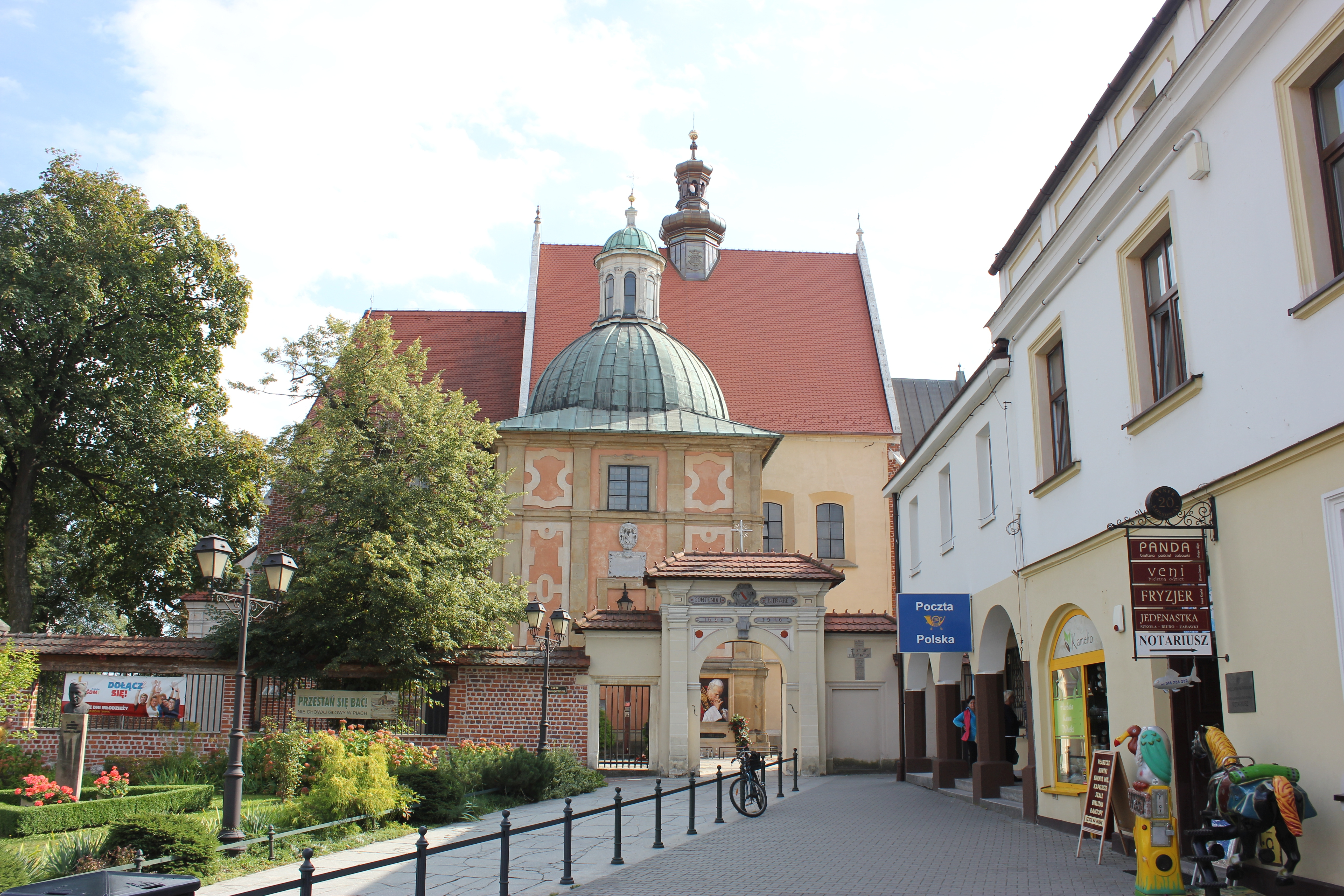
Tio tusen martyrers kyrka